# Lantmannapartiets filial
Lantmannapartiets filial kallades den lösa gruppering i den svenska riksdagens första kammare som växte fram 1873 och som hade en förstående inställning till de jordbrukspolitiska krav som framfördes av Lantmannapartiet i andra kammaren. Drivande i lantmannapartiets filial var bland andra godsägaren Gösta Posse.
Under tullstriderna i mitten av 1880-talet motsvarades Lantmannapartiets filial ungefärligen av den grupp som kallades Första kammarens vänster. Från 1888 upphörde också denna gruppering och riksdagsmännen i första kammaren formerade sig i stället i Första kammarens protektionistiska parti och det frihandelsvänliga Första kammarens minoritetsparti.